# Iglesia anglicana en Aotearoa, Nueva Zelanda y Polinesia

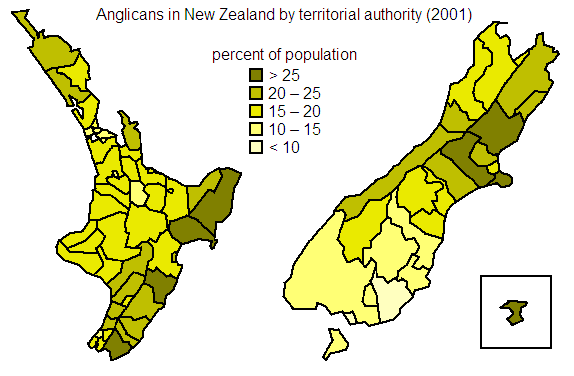
Porcentaje de la población anglicana en Nueva Zelanda, por autoridad territorial, hasta el 2001.

La Iglesia Anglicana en Aotearoa, Nueva Zelanda y Polinesia es una iglesia parte de la Comunión anglicana que sirve en Nueva Zelanda, Fiyi, Tonga, Samoa y las islas Cook. Cuenta con 584 793 miembros en 552 parroquias y 822 clérigos bajo la dirección del primado de la iglesia, conocido como el arzobispo de Nueva Zelanda, quien actualmente es Guillermo Brown Turei.
Desde 1992, la iglesia (anteriormente conocida como la Iglesia de la Provincia de Nueva Zelanda) está formada por tres tikanga o corrientes culturales: Aotearoa, Nueva Zelanda y Polinesia. La constitución de la iglesia dice que, entre otras cosas, es necesario "mantener el derecho de toda persona a elegir cualquier expresión cultural particular de la fe". Como resultado, la iglesia del Sínodo General ha acordado el desarrollo de la primacía en cabeza de tres personas sobre la base de estos tres sistemas. De esta manera el obispo Turei compartiría la primacía con los obispos Philip Richardson y Winston Halapua.

## Liderazgo
La iglesia ha decidido que tres obispos deben compartir la posición y el estilo de arzobisp , que representan cada una de las tres tikanga. Los tres arzobispos que comparten el título de Arzobispo de Nueva Zelanda son el Reverendísimo William Brown Turei, Obispo de Aotearoa, jefe de Te Pīhopatanga o Aotearoa que supervisa las iglesias para los indígenas maoríes de Nueva Zelanda; el Reverendísimo Philip Richardson, Obispo de Taranaki, en representación de las diócesis de Nueva Zelanda; y el Reverendísimo Winston Halapua, Obispo de la Polinesia.